# Anne-Marie Peysson
Anne-Marie Peysson, née le 24 juillet 1935 à Saint-Disdier (Hautes-Alpes) et morte au Vésinet le 14 avril 2015,, est une speakerine et journaliste française.

## Biographie
Née dans les Hautes-Alpes, elle est la fille unique de Maurice Peysson (1910-1967) et Marguerite, dite Margault, Prayer (1916-2017). Ceux-ci s'installent à Marseille (Bouches-du-Rhône), rue d'Italie, alors qu'elle n'a pas encore un an.  Son père est dessinateur industriel et est embauché comme géomètre par la mairie de Marseille après la Seconde Guerre mondiale.

### RTF / ORTF
En 1954, fascinée par la radio et la télévision, deux jours avant l'examen du baccalauréat où elle échouera, elle se présente à un concours de speakerines organisé par la station RTF de Marseille.  Sa vivacité et son absence de maquillage plaisent au jury présidé par Marcel Achard qui lui dit : « Ne t'en fais pas, tu es la plus belle ».  Pendant quatre ans elle présente les programmes de Télé-Marseille.
En avril 1958 elle « monte » à Paris, où elle espère obtenir le poste de troisième speakerine de la RTF aux côtés de Catherine Langeais et de Jacqueline Caurat, en remplacement de Marianne Lecène, mais c'est finalement Jacqueline Huet qui est retenue.
Elle doit alors se contenter d'être une speakerine d'été (remplaçante) et de présenter les émissions enfantines de l'après-midi, participant à Paris club et Service d'été.  Elle n'est retenue à cette époque au niveau national que pour être la speakerine remplaçante dite « d'été » quand ses consœurs sont absentes.
En 1960 deux speakerines sont malades (Jacqueline Huet a une angine et Jacqueline Caurat fait une jaunisse) et la troisième, Catherine Langeais, se trouve à Bruxelles : on lui demande alors de les remplacer au pied levé, et c'est le 10 avril 1960 qu'elle apparaît à la télévision dans cette fonction où elle demeurera jusqu'en 1968.  Elle deviendra l'une des speakerines préférées de la 1re chaîne, représentant la jeune femme fraîche, spontanée et pleine de vivacité.
Cependant elle est très critiquée par un public conservateur qui lui reproche ses improvisations bafouillantes[réf. nécessaire]. On la retrouve, entre 1965 et 1968, au côté de Guy Lux dans l'émission de variétés Le Palmarès des chansons, et elle crée même la polémique en 1966 en présentant l'émission alors qu'elle est enceinte : des journaux lancent alors des référendums pour savoir si elle doit rester ou non à l'antenne compte tenu de son état.
En 1963 elle participe à la célèbre émission controversée de Jean-Christophe Averty Les Raisins verts en annonçant à haute voix le générique final dans des conditions à chaque fois périlleuses.
En 1967 elle joue brièvement son propre rôle de speakerine, le temps d'annoncer un (faux) reportage réalisé par Pierre Tchernia dans le film La Bonne Peinture de Philippe Agostini, un des premiers téléfilms tournés en couleur d'après la nouvelle éponyme de Marcel Aymé.
Ayant été en 1968 proche des grévistes, après les événements de Mai 68 elle doit quitter l'ORTF.

### RTL
Peu après son renvoi de l'ORTF elle signe un contrat avec Radio Luxembourg (devenu RTL), où elle anime pendant plusieurs années l'émission Stop ou encore le samedi et le dimanche matin, puis les matinales de la semaine de cette station entre 9 heures et 11 heures (ou 11 heures 45). Elle le fera tout au long des années 1970.
En 1976 elle participe à une série d'émissions-jeux des stations de télévision francophones, Le Francophonissime, représentant le grand-duché de Luxembourg au nom de Télé-Luxembourg.
À la rentrée 1981, après l'alternance politique en France, elle anime les émissions du début de l'après-midi de RTL, notamment Les auditeurs ont la parole avec son compagnon Alain Krauss. En 1981-1982 elle anime également Parlez-moi d'amour, émission quotidienne dans laquelle elle interviewe des personnalités sur l'amour, suivie de Et pour vous qu'est-ce qu'on peut faire (de 1982 à 1987, au début aux côtés de Léon Zitrone) et Ça vous intéresse (de 1987 à 1990). 
Anne-Marie Peysson reste ainsi une des voix les plus célèbres de la radio. Néanmoins, elle est licenciée à la rentrée 1990 sans jamais revenir dans les studios de la station luxembourgeoise, qu'elle a façonnée comme aucune autre animatrice, à part peut-être la fameuse Menie Grégoire dans les années 1970.

### TF1
Avec l'arrivée de Valéry Giscard d'Estaing à l'Élysée, elle peut revenir à la télévision par « la petite porte ». En 1975 elle présente une émission quotidienne sur TF1, Une minute pour les femmes, produite par Éliane Victor jusqu'en 1977, puis, jusqu'en 1981, elle anime aux côtés du chef Michel Guérard l'émission La cuisine légère et en 1982 Quotidiennement votre.

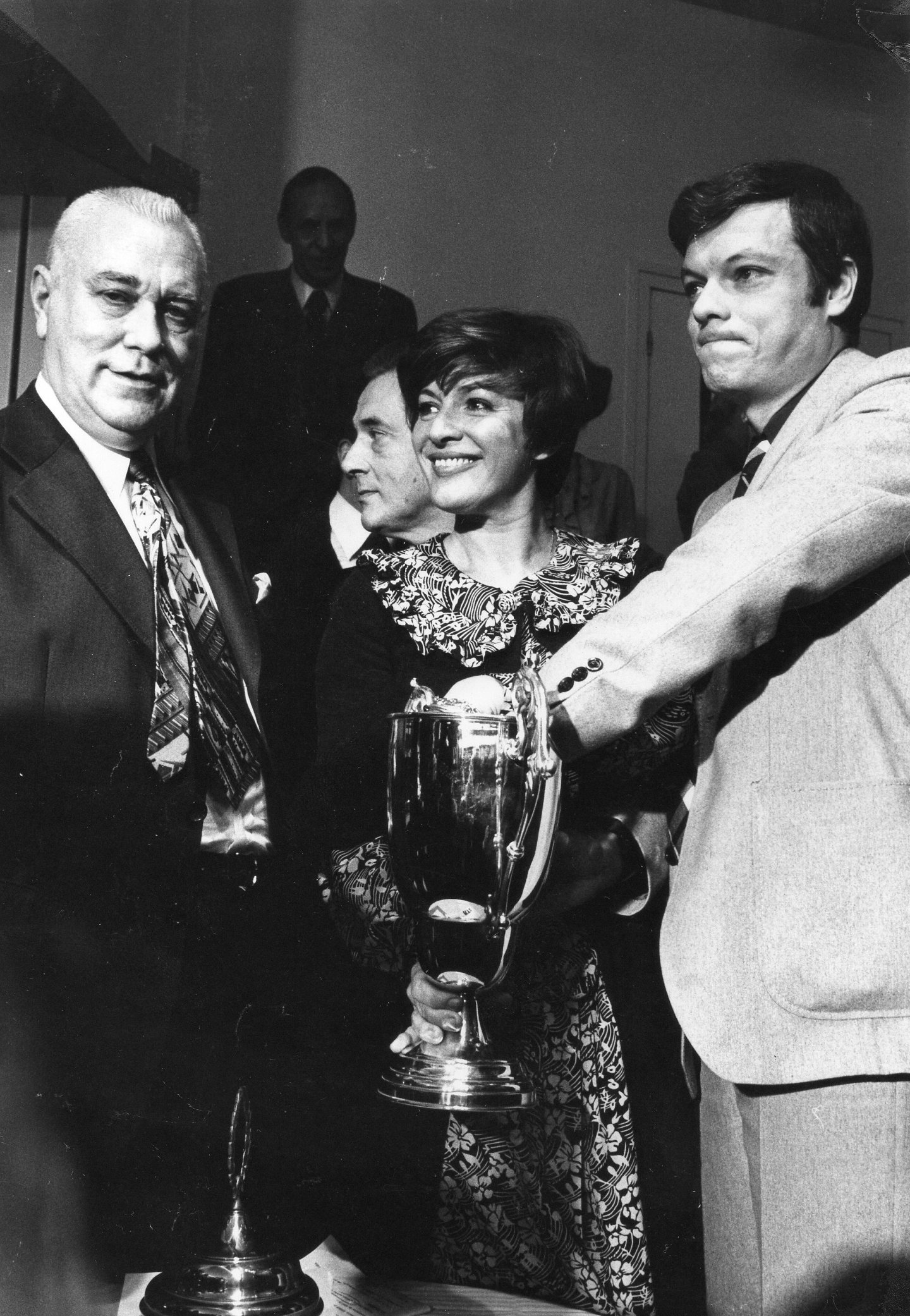
Anne-Marie Peysson, avec François Jouvenet et Fabrice, lors d'un tirage au sort de la coupe de France de football, de la saison 1977-1978.

En mai 1983 elle revient à la télévision en présentant sur TF1 à partir de 19 h 40 Les Uns pour les autres, réalisé par Roger Pradines, une émission de jeux qui permet à trois champions représentant une association de réaliser une action d'intérêt collectif, jusqu'en juillet 1983, et enfin en 1991 sur FR3 elle anime Génération Passion et Lundimoitou.

### Chansons et livres
À noter que durant les années 1960 et 1970 elle enregistre quelques chansons sur des 33 et 45 tours.
Anne-Marie Peysson est également l'auteure de nombreux ouvrages à succès, comme le best seller 1001 trucs et astuces de nos grands-mères. Le livre a même ensuite fait l'objet d'une version applicative pour iPhone d'Apple sous le nom de 380 trucs de grand-mère pour tenir la maison.
Elle est la première présentatrice de radio et de télévision à avoir fait la une du magazine Télé Star, le 9 octobre 1976.

### Vie personnelle
Le 18 novembre 1964, dans le 14e arrondissement de Paris, Anne-Marie Peysson épouse Jean Falloux, ancien pilote de chasse devenu photographe et cascadeur ; il se tue le 2 septembre 1967 dans un accident d'avion, sur le tournage du film Les Grandes Vacances de Jean Girault.
De leur mariage est né Jean-Pierre le 9 mai 1966, mort le 14 mars 1999 dans un accident de moto. Il laisse un fils, Jean Falloux, né le 18 novembre 1995 à Paris de son union avec Corinne Decupère.
Dans les années 1970, Anne-Marie Peysson refait sa vie avec le journaliste Alain Krauss, qu'elle épouse le 21 décembre 1976 à Croissy-sur-Seine (Yvelines).
Elle meurt le 14 avril 2015 à l'hôpital du Vésinet.

## Filmographie
- 1955 : Trois de la Canebière de Maurice de Canonge
- 1964 : Fantomas d'André Hunebelle : La speakerine
- 1967 : La Bonne Peinture de Philippe Agostini (TV)
- 1968 : Le corso des tireurs de Philippe Ducrest (TV) : Corinne
- 1969 : La Femme infidèle de Claude Chabrol (non-créditée)
- 1969 : Erotissimo de Gérard Pirès : La femme qui lit La Croix
- 1971 : On ne se dit pas tout entre époux  de Jacques Doillon (court-métrage)

## Publications
- Anne-Marie Peysson, Comme vous, je pleure, j'aime et je ris : Autobiographie, Éditions Robert Laffont, 1978, 250 p. (ISBN 978-2-221-00044-1 et 978-2221000441)
- Anne-Marie Peysson, Mes trucs miracles pour les balcons, terrasses et jardins, Paris, Le Livre de poche, 15 avril 1996, 190 p. (ISBN 978-2-253-08174-6 et 9782253081746, BNF 36705343)
- Anne-Marie Peysson, 1001 trucs et astuces de nos grands-mères, Éditions de l'Archipel, 4 mars 2009, 722 p. (ISBN 978-2-8098-0135-4 et 978-2809801354)